# Lineus patulus
Lineus patulus är en djurart som tillhör fylumet slemmaskar, och som beskrevs av Isler 1900. Lineus patulus ingår i släktet Lineus och familjen Lineidae. Inga underarter finns listade i Catalogue of Life.